# Nowy cmentarz żydowski w Kcyni
Nowy cmentarz żydowski w Kcyni – data powstania nekropolii pozostaje nieznana. Cmentarz znajdował się przy ul. Wyrzyskiej. Cmentarz został zdewastowany przez Niemców podczas II wojny światowej – macewy wyrwano i użyto do brukowania chodnika. W okresie powojennym władze państwowe planowały przekształcić teren pocmentarny w park, jednak porzucono te zamiary po odkryciu szczątków ludzkich przez robotników.